# Lägerdorf
Lägerdorf è un comune tedesco del circondario di Steinburg, nella regione dello Schleswig-Holstein. Ha circa 2 700 abitanti.